# Vermileonidae
La familia Vermileonidae pertenece al suborden Brachycera. Es el único miembro del infraorden Vermileonomorpha. Es una pequeña familia con taxonomía no bien establecida. Se la consideraba como una subfamilia de Rhagionidae (Vermileoninae). Su biología y morfología son tan diferentes de Rhagionidae sensu stricto que hoy se acepta colocarlas en otra familia. A veces se la coloca dentro del infraorden Tabanomorpha, aunque las clasificaciones más recientes la consideran un taxón hermano.
La mayoría de las especies se encuentran en las regiones áridas de África occidental y de Europa meridional.

## Biología
Las larvas de vermileónidos son depredadores voraces. Para obtener su alimento utilizan el mismo método que el de algunas especies de Neuroptera de la familia Myrmeleontidae, las llamadas leones de hormigas ("antlions"). Cavan un hoyo en forma de embudo en terrenos arenosos, se entierran en su fondo y esperan que un insecto caiga en la trampa. Los segmentos décimo e undécimo de la larva tienen hileras transversales de ganchitos que usan para anclarse en la arena suelta. El quinto segmento tiene un seudópodo ventral que le sirve para atrapar presas.
Al igual que las larvas de Myrmeleontidae, prefieren hábitats arenosos, a menudo semidesérticos, o bien bajo rocas o arbustos que mantienen el suelo protegido de las lluvias para poder mantener las trampas. Los imagos  son esbeltos, parecidos a típulas. Algunos se alimentan de néctar, otros no se alimentan durante esta fase y viven poco tiempo, el necesario para aparearse y depositar los huevos.